# 韓智婉
韓智婉（韓語：한지완，1987年8月14日—）或譯韓知婉，女，韓國演員。

## 影視作品

### 電視劇
- 2012年：MBC《I Do I Do》飾演 劉多仁
- 2015年：KBS 1TV《懲毖錄》飾演 韓雪熙
- 2017年：TV朝鮮《在你背上扣球》飾演 李智英1
- 2018年：OCN《神的測驗：重啟》飾演 洪娜妍
- 2019年：tvN《請輸入檢索詞WWW》飾演 鄭多仁
- 2020年：OCN《RUGAL》飾演 崔藝媛
- 2020年：MBC every1《戀愛雖然麻煩，但更討厭孤獨！》飾演 崔京媛
- 2021年：KBS 2TV《Okay！光姐妹》飾演 閔德萊
- 2021年：OCN《奇美拉》飾演 柳成熙
- 2022年：MBC《魔女的遊戲》飾演 朱世英／車康珠 / 馬世英
- 2022年：KBS 2TV《三姐弟要勇敢》飾演 志英（特別出演）
- 2023年：KBS 2TV《頭腦共助》飾演 韓妍熙檢察官
- 2023年：KBS 2TV《優雅的帝國》飾演 徐希在（鈴木珠晴）／申珠鏡

### 廣告
- KT
- S-OIL
- LG電子
- Dongwon F&B
- Angel-in-us Coffee
- Interpark
- EIDER

## 外部連結
- 韓智婉的Instagram帳戶